# Ludwing von Pato
El profesor Ludwing von Pato (o Ludwig Von Drake como en su versión original, también llamado Perico Librote en cómics de España) es uno de los personajes de The Walt Disney Company que aparece tanto en animaciones como en historietas.
Su primera aparición fue como el presentador de la animación televisiva «Una aventura en color», en el año 1961.
Fue presentado como un tío de Pato Donald, y está inspirado por el intelectual del capitalismo Ludwig von Mises. Ludwing nació en Viena, Austria aproximadamente en el año 1870 (el Ludwig von Mises real nació en Austria-Hungría en 1881, y es uno de los principales pensadores de la escuela austriaca de economía).
Algunos artistas presumen que su familia es una rama alemana de la «Familia Pato», pero que no ha sido incluida en historias importantes. Ludwing tiene fascinación por el conocimiento. Desde su juventud ha intentado obtener la mayor cantidad de diplomas, en cualquier rama de la ciencia, como fuera posible. Hacia el año 1930 emigró a los Estados Unidos y se casó con la jubilada Matilda McPato. Se pensaba Matilda murió hacia 1948 porque en ese año, su hermano Scrooge McPato declaró que era el último McPato con vida. Pero en 2005, Matilda reapareció en Escocia. Está claro ahora que Matilda y Ludwing se divorciaron. Él era demasiado sabelotodo para ella. Desde entonces, Ludwing pasó el resto de su vida solo, pero con visitas frecuentes y alargadas a su sobrino Donald.
Entre sus intereses se encuentran la psicología, e intentó hacerle un estudio psicológico a su sobrino Donald. De acuerdo a la línea de tiempo elaborada por el artista Don Rosa, Ludwing falleció hacia 1970 pero, por ser caricatura, ha sido revivida recientemente. Cierto número de series televisivas producidas después de 1970 (incluyendo Quack Pack y Mickey Mouse Works) lo han mostrado aún en actividad durante la década de 1990, y se ha revivido al personaje para apariciones relativamente frecuentes en House of Mouse que se transmitió originalmente entre los años 2001-2003. También es un personaje frecuente en la serie La casa de Mickey Mouse (2006-2016).
Su nombre es una deformación del nombre alemán «Ludwig», al cual se le agrega una «n» en la segunda sílaba, de modo que la misma quede haciendo connotación a la palabra inglesa «Wing» (Ala en español).

## Apariciones

### Televisión
- Walt Disney's Wonderful World of Color/Disneyland (1961)
- Patoaventuras (1987)
- Raw Toonage (1992)
- Bonkers (1993)
- Quack Pack (1996)
- Mickey Mouse Works (1999-2000)
- House of Mouse (2001-2003)
- La casa de Mickey Mouse (2006-2016)
- Mickey Mouse Mixed-Up Adventures (2017-2021)
- Patoaventuras (2017-2021)
- Mickey Mouse Funhouse (2021-presente)

### Películas
- A Symposium on Popular Songs (1962)
- Mickey's Magical Christmas: Snowed in at the House of Mouse (2001)

### Videojuegos
- Mickey in Letterland (1992)
- Goofy Hysterical Tour (1993)
- Mickey's Racing Challenge (1999)
- Mickey's Speedway USA (2000)
- Mickey Saves the Day 3D (2001)
- Disney Golf (2002)

### Cómics
- Walt Disney's Comics & Stories (1940) (Boom! Studios)
- Walt Disney's Donald Duck (1952) (Boom! Studios)
- Walt Disney's Mickey Mouse (1952) (Boom! Studios)
- Walt Disney's Uncle Scrooge (1953) (Boom! Studios)
- Walt Disney's Ludwig Von Drake (1961) (Dell)
- Walt Disney's Beagle Boys (1964) (Gold Key)
- Walt Disney Comics & Digest (1968) (Gold Key)
- Walt Disney's Daisy and Donald (1973) (Gold Key)
- Donald Duck Adventures (1987, Gladstone - 1990, Disney)
- Uncle Scrooge Adventures (1987, Gladstone)
- Walt Disney's Mickey and Donald (1988) (Gladstone)
- DuckTales (1988) (Gladstone)
- Darkwing Duck (2010) (Boom! Studios)
- DuckTales (2011) (Boom! Studios)

## Ludwing von Pato en otros idiomas
| Idioma                  | Nombre                                |
| ----------------------- | ------------------------------------- |
| Alemán                  | Primus von Quack                      |
| Español (España)        | Profesor von Pato o Ludwing von Drake |
| Español (Latinoamérica) | Profesor von Pato o Ludwing von Drake |
| Inglés                  | Ludwing von Drake                     |
| Francés                 | Ludwig von Drake                      |
| Italiano                | Pico de Paperis                       |
| Noruego                 | Raptus von Rupp                       |
| Portugués               | Professor Ludovico                    |